# Плаюц
Плаюц (укр. Плаюць) — село в Великобычковской поселковой общине Раховского района Закарпатской области Украины.
Население по переписи 2001 года составляло 882 человека. Почтовый индекс — 90610. Телефонный код — 3132. Занимает площадь 1,610 км². Код КОАТУУ — 2123682002.